# Alternatív gyógymód
Az alternatív gyógymód, vagy komplementer és alternatív medicina (angolul: complementary and alternative medicine, CAM) a WHO definíciója alapján olyan betegségmegelőző, diagnosztikai és gyógyító eljárások összessége, melyek nem képezik részét az adott ország saját tradíciójának és nem integrálták az ország egészségügyi ellátórendszerébe. Ezek egy részét a betegek vagy teljesen a bizonyítékokon alapuló hagyományos, ún. konvencionális orvostudomány helyett alkalmazzák (alternatív), vagy amellett, annak kiegészítéseként (komplementer). A jelenkorban a konvencionális kórházi kezeléseken, tudományosan alátámasztott terápiás eljárásokon és gyógyszereken kívül alkalmazott technikákat nevezik így, amelybe beletartoznak a nem-tudományos, spirituális és vallási összefüggésű gyógyítási módszerek éppúgy, mint az Európán kívül alkalmazott hagyományos módszerek. Napjainkban is elterjedt a természetgyógyászat, amelyre nemkonvencionális orvoslásként vagy alternatív gyógyászatként is hivatkoznak.
Általánosságban jellemző rájuk, hogy hatékonyságuk tudományos módszerekkel egyértelműen nem igazolható, elméleti hátterük sokszor nem összeegyeztethető a nyugati orvostudománnyal, illetve nem, vagy csak említés szintjén szerepelnek a hagyományos orvosképzésben. Ugyanakkor felmérések szerint az orvosok körében is növekvő igény van ezen módszerek megismerésére és egyre többen alkalmaznak közülük komplementer terápiás módszereket, elsősorban a háziorvosi alapellátásban. A nyugati világban az elmúlt évtizedekben rohamosan nőtt a komplementer gyógymódok iránti igény, becslések szerint a betegek kb. fele vesz igénybe ilyen egészségügyi szolgáltatásokat. A CAM terápiákkal kapcsolatos tudományos irodalom ennek megfelelően jelentősen bővült, a különböző orvosi adatbázisokban az alternatív gyógyászattal kapcsolatos publikációk abszolút száma és aránya egyaránt emelkedett. Ugyanakkor ezen közlemények nagyjából fele nulla impakt faktorú folyóiratban jelenik meg, és csak elenyésző részük randomizált vizsgálat. A tudományos bizonyítékok hiányában számos tudományos és etikai kritikát fogalmaztak meg a módszerekkel kapcsolatban. Sokat közülük áltudománynak, sarlatánságnak tartanak, mert képtelenek tudományos módszerekkel egyértelműen igazolni a hatékonyságukat és mert emellett sokszor tudománytalan elveken alapulnak. A kritizálók gyakori érvelése, hogy "nincsen alternatív orvoslás, csak olyan orvoslás van, ami működik, és olyan, ami nem", illetve hogy "lehet-e észszerű alternatívája a bizonyítékokon alapuló orvoslásnak?".

A CAM terápiák felhasználása és jogi szabályozása országonként eltérő, Magyarországon a természetgyógyászattal kapcsolatos jogi rendelkezéseket a 40/1997. (III. 5.) Kormány rendelet, illetve a 11/1997. (V. 28.) NM rendelet tartalmazzák.

## Definíciók
A Magyar Tudományos Akadémia definíciója: "A komplementer és alternatív medicina (complementary and alternative medicine – CAM) kifejezés azokat a gyógyító és diagnosztikus eljárásokat foglalja össze, amelyek nem részei a hagyományos, konvencionális, nyugati orvostudománynak." Alternatív kezelésről általában akkor beszélnek, ha konvencionális terápiát helyettesíti, míg komplementer kifejezés az azokat kiegészítő kezelésekre vonatkozik. A konvencionális és a komplementer módszerek együttes alkalmazására használatos még az ún. integratív orvoslás kifejezés is. A konvencionális és az alternatív gyógymódok határvonala nem mindig válik el élesen, egyrészt egyes, korábban alternatívnak tartott kezeléseket a tudományos bizonyítékok megjelenésével a nyugati orvostudomány is átvesz, másrészt sokszor ugyanazokat a szereket alkalmazza mindkettő, pusztán az alkalmazás módja vagy az indikációk térnek el. Például a D-vitamin adása csontritkulás esetén részét képezi a konvencionális orvosi kezelésnek, de sok olyan kórállapotban is alkalmazzák az alternatív és komplementer medicina részeként, amik esetében még nem bizonyított egyértelműen a jótékony hatása (pl. sclerosis multiplex, SLE). Utóbbi nem jelenti azt, hogy biztosan hatástalan, inkább csak azt fejezi ki, hogy bár a D-vitamin immunmoduláns szerepét és terápiás hatásait a példaként említett fenti két betegségben számos munkacsoport vizsgálja, jelenleg még kevés adat áll rendelkezésre ahhoz, hogy egyértelműen kijelenthető legyen a hatékonysága, így adása nem képezi részét a hivatalos orvosi protokolloknak ezekben az esetekben. Másik átfedés pl. a gyógynövények és növényi drogok alkalmazása (fitoterápia), hiszen számos növényi drog szerepel a hivatalos gyógyszerkönyvekben, illetve az orvosok által rendelhető magisztrális készítményként (pl. teakeverék formájában). Ezek azok, amelyekkel kapcsolatban elegendő tudományos bizonyíték áll rendelkezésre. Az Európai Gyógyszer Ügynökség (EMA) minden, az Európai Unióban használható gyógynövényt nyilvántart és monográfiák formájában felsorolja a velük kapcsolatos ismert tudományos bizonyítékokat. Noha bizonyos növényi drogokról van tudományos bizonyíték, a fitoterápia mégis inkább a CAM eszköztárába sorolható, mivel többnyire nem képezi részét a nyugati orvosképzésnek és terápiás gyakorlatnak. Emellett sok olyan gyógynövényt, vagy növényi szert is alkalmaznak alternatív terápiaként, melyekre az adott betegség vonatkozásában nincs tudományos adat.

Sokat számít a földrajzi elhelyezkedés is, ami egy adott országban alternatívnak számít, az egy másik régióban része lehet a konvencionális orvosi ellátásnak. Például a kiropraktika, ami Magyarországon alternatívnak számít, Dániában része az egészségügyi ellátórendszernek. Hasonlóan nem tekintenek alternatívként a csontkovácsolásra az Amerikai Egyesült Államokban.

Összefoglalva a definíciók alapján a CAM és a nyugati orvoslás nem minden esetben választható el egyértelműen.

A tudományos világ általános véleménye, hogy minden gyógymóddal, így az alternatív terápiákkal szemben is elvárás a hatékonyság tudományos módszerekkel való igazolása. A Magyar Tudományos Akadémia állásfoglalásában rögzíti:

„Elengedhetetlen feltétel, hogy a terápiás eredményeket mind a nyugati orvostudományban, mind a komplementer terápiák esetében tudományos módszerekkel bizonyítsák, és csak a hatékony eljárásokat és szereket alkalmazzák.”

A Szkeptikus Társaság szerint azonban ez önellentmondás, hiszen a nyugati orvostudomány eleve tudományos bizonyítékokon alapul (angolul: evidence-based medicine). Tehát ha egy alternatív módszer hatékonyságát sikerül egyértelműen tudományosan igazolni, akkor azt előbb-utóbb a nyugati orvostudomány beépíti az eszköztárába és többé nem tekinthető alternatívnak. Mindebből következik az a felfogás és definíció, miszerint az alternatív gyógymódok vagy bizonyítottan hatástalanok, vagy hatékonyságuk tudományos módszerekkel nem igazolt.
Marcia Angell, a New England Journal of Medicine korábbi szerkesztője egy 1998-as cikkében az alábbi módon érvelt:

„Ideje, hogy a tudományos közösség ne adjon többet szabad kezet az alternatív orvoslásnak. Nem létezhet kétféle orvoslás - konvencionális és alternatív. Csak olyan orvoslás van, amit kellően teszteltek, és olyan, amit nem; olyan, ami működik, és olyan, ami vagy működik vagy nem. Ha egy kezelési módszert kellően vizsgáltak, akkor többé nem számít, hogy eleinte alternatívnak tartották. Ha kellően hatékonynak és biztonságosnak bizonyul, akkor elfogadják. A kijelentések, feltételezgetések és ajánlások nem helyettesítik a bizonyítékokat. Az alternatív terápiákat tudományosan ugyanolyan intenzíven kell vizsgálni, mint a konvencionális orvosi kezeléseket.”

## Az „alternatív” besorolás feltételei
Az alternatív és kiegészítő gyógymódok körébe sorolható minden olyan gyógymód, amelyek hatása nincsen bebizonyítva. Emiatt az alternatív és kiegészítő gyógymódok körébe igen eltérő gyógymódok tartoznak:
- azok a gyógymódok, amelyek bizonyítottan hatástalanok, ennek ellenére hisznek bennük;
- azok a gyógymódok, amelyek hatását még sohasem próbálták bebizonyítani;
- azok a gyakorlatban használt gyógymódok, amelyek hatását eddig még nem sikerült sem bebizonyítani, sem megcáfolni, de vizsgálták.

Az alternatív gyógymódokat nem módszertanuk különbözteti meg a konvencionális orvoslástól, hanem a beválás ellenőrzése. Például általában a természetgyógyászat körébe sorolják az olyan gyógynövények alkalmazását, amelyek hatása nincsen megfelelően alátámasztva. Ugyanakkor azon gyógynövények alkalmazása, amelyek hatása már bizonyított, a konvencionális gyógymódok körébe sorolható. Ugyanígy megkülönböztethető a kineziológia, amely egy alternatív gyógymód, és a humánkineziológia, amely a sporttudomány egyik ága.

## Típusai
A komplementer és alternatív medicina nagyon sokféle kezelési módszert foglal magába. Ezek elméleti hátterüket és módszertanukat tekintve egymástól is alapvetően eltérnek, némelyik a hagyományon, népi gyógyászaton alapul, mások spirituális vagy természetfeletti jelenségekre, babonákra, áltudományra, újnak vélt, a tudományostól eltérő betegségkoncepciókra, vagy olykor pusztán hibás logikai érvelésekre épülnek. Egyes módszerek több ezer éves múltra tekintenek vissza, mások újabbak. Nem mind korlátozódik pusztán a kezelési módszerekre, hanem egyes alternatív irányzatok komplett eszmerendszereket alkotnak (pl. homeopátia), melyben a saját elképzeléseik alapján megmagyarázzák a betegségek kialakulását is.
Praktikus szempontok szerint az alternatív módszerek négy fő kategóriába sorolhatók:
- komplett rendszerek (például a homeopátia, az akupunktúra, a fitoterápia, a kiropraktika és az oszteopátia)
- diagnosztikai eljárások
- terápiás módszerek
- önkezelő eljárások.

### Homeopátia

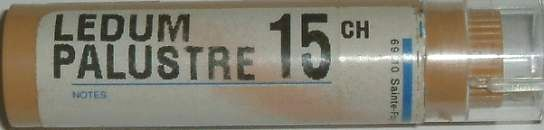
Egy homeopátiás készítmény

A homeopátia azon az alapelven alapuló eszmerendszer, mely szerint egy betegség olyan anyagok extrém mértékű hígított oldatával kezelhető, amik egészséges egyénekben a betegséghez hasonló tüneteket váltanának ki. A módszer kidolgozásakor a kémia még gyerekcipőben járt, az atomokról és molekulákról nem rendelkeztek a maihoz fogható ismeretekkel. A kémia és a gyógyszertan fejlődésével bizonyossá vált, hogy a homeopátia során alkalmazott hígítások esetén a készítmények nem tartalmaznak aktív hatóanyagot, így a homeopátia alapvető tudományos elveket sért. Kétségtelen azonban, hogy a homeopátia alkalmazói (hívei?) sosem állították, hogy molekuláris szinten történne az ún. "homeopátiás hatás" zöme ill. lényege, valamint azt állítják, hogy a kontrollcsoportos vizsgálat szerintük nem alkalmas a homeopátia megítélésére, mivel szerintük ők sokkal több tünetet vesznek figyelembe mint a hivatalos orvoslás és szerintük ezért szinte lehetetlen kontrollcsoportot összeállítani. Az is tény ugyanakkor, hogy homeopátia alkalmazói (hívei?) még eddig sosem mutattak be semmilyen tudományosan elfogadható bizonyítékot a kontrollcsoportos randomizált kettős vakpróba helyett. Tehát a homeopátia hatékonysága tudományosan nem igazolt, nagy, randomizált tanulmányok alapján legjobb esetben is csak placebo hatással bír. Utóbbiak miatt a homeopátiát a tudományos többség áltudománynak tekinti. A tudományos közösség megfogalmazott kritikái miatt a WHO kiadott egy közleményt, melyben nem javasolja a homeopátia alkalmazását súlyosabb kórképek (tuberkulózis, AIDS, malária, gyermekkori hasmenés és influenza) kezelésére. A Magyar Tudományos Akadémia óvatosabban fogalmaz, a homeopátiát azon módszerek közé sorolja, melyekkel kapcsolatban "nem kielégítő a rendelkezésre álló tudományos háttér és további vizsgálatok hivatottak alapkutatási és alkalmazott tudományos szinten az egzakt hátteret feltárni". A tudományos bizonyítékok hiánya ellenére a homeopátia az egyik legnépszerűbb alternatív gyógymódnak számít a felmérések szerint.

### Naturopátia
A naturopátia a szervezet saját öngyógyító képességének fokozásával próbálja a betegségeket gyógyítani, követői szerint technikáival a szervezet energiáit célzottan egy adott kórkép ellen fordíthatja. Jellemző rá a holisztikus szemlélet. A homeopátiához hasonlóan ez is eszmerendszer, számos módszert foglal magában, melyek azonban közös elméleti háttérrel rendelkeznek. Ilyen pl. a böjt, illetve a különböző vértisztító, méregtelenítő kúrák, de tágabb értelemben jelentheti az egyéb természetesnek vélt gyógymódok (pl. homeopátia, akupunktúra, gyógynövények, hidroterápia) alkalmazását is. Sokszor ellenzik a védőoltások használatát, arra hivatkozva, hogy a szervezet öngyógyító mechanizmusainak fokozásával is megelőzhetők és kezelhetők a betegségek. A naturopátia a bizonyítékokon alapuló orvoslással nem összeegyeztethető és a módszerei közül sokat áltudománynak tekintenek.

### Hagyományos kínai orvoslás

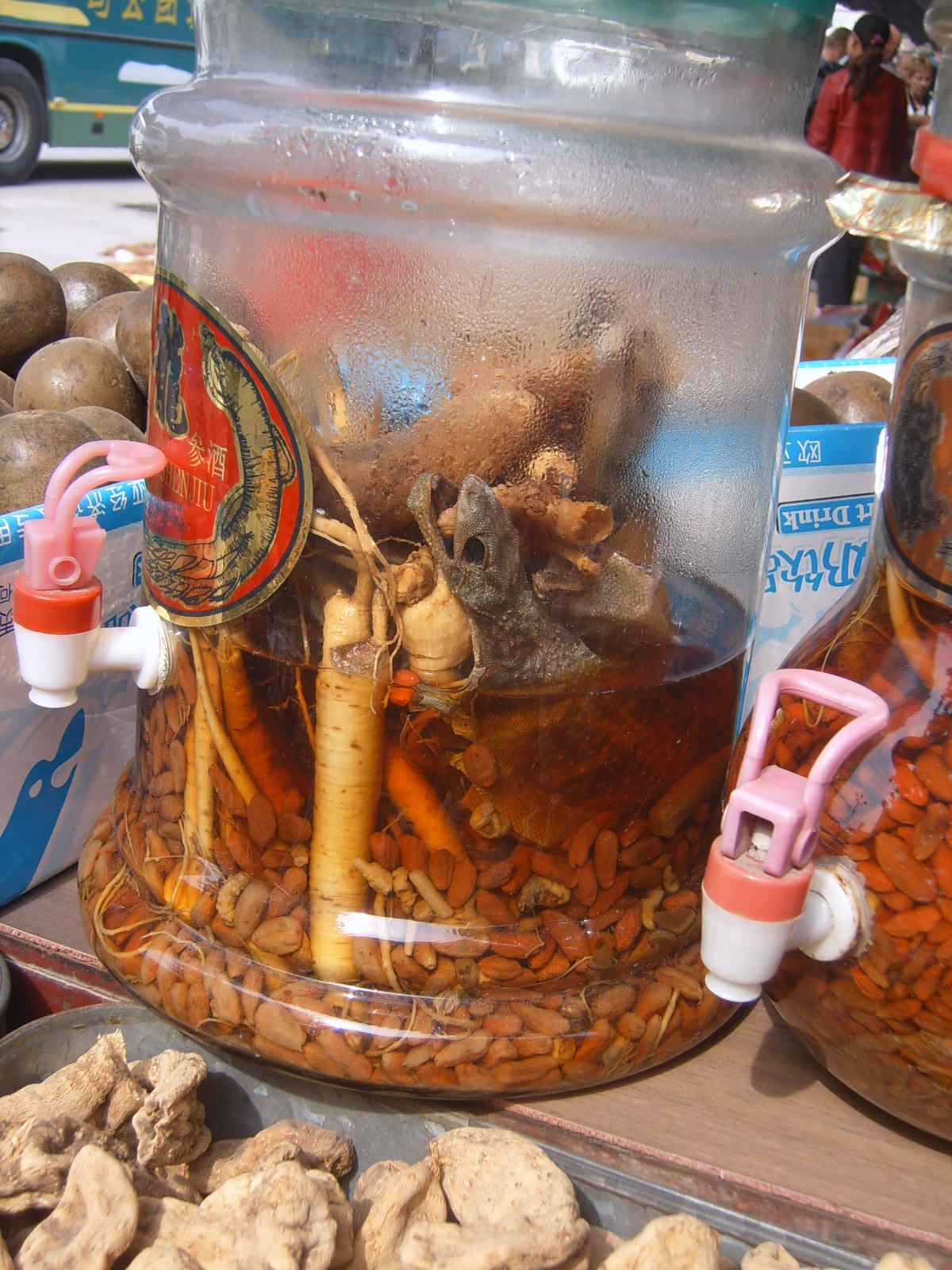
Hagyományos kínai gyógykeverék

A hagyományos kínai orvoslás több ezer éves múltra tekint vissza, és sokféle kezelési módot foglal magába. Így részét képezi az akupunktúra, bizonyos gyógynövények használata, különböző masszázs technikák (pl. Tui na), mozgásgyakorlatok (pl. Csikung, Tajcsicsuan) és étrendterápiák. Ezek szintén eszmerendszert képeznek, a hagyományos kínai orvoslás az emberi testben áramló életenergiákon (pl. csi) alapul, melyek a test meridiánjai mentén áramlanak és amik bizonyos szervekhez vagy funkciókhoz köthetők. Felfogása szerint a betegségek többnyire ezek egyensúlyzavara miatt alakulnak ki. Ezen fogalmak a nyugati orvostudomány számára azonban értelmezhetetlenek, hiszen nem köthetők az általa ismert anatómiai struktúrákhoz vagy élettani folyamatokhoz. A csinek, mint egyfajta mérhető energiának, valamint a meridiánoknak a létezésére nem sikerült tudományos bizonyítékot találni. A kínai orvoslás alapelvei tehát összeegyeztethetetlenek a jelenlegi tudományos ismeretekkel. A hatékonyságot tekintve meglehetősen vegyes kép rajzolódik ki. A hagyományos kínai orvoslás rengeteg módszert, illetve gyógynövényt alkalmaz, melyek többségéről még nem áll rendelkezésre elegendő adat, a leközölt vizsgálatok pedig sokszor metodikai hibák miatt nem informatívak. Sok betegség tekintetében készült összefoglaló tanulmány, ezek közül némelyik esetében enyhe jótékony hatást állapítottak meg, leszögezve, hogy kevés módszertanilag is helyes és értékelhető vizsgálat áll rendelkezésre, így mindenképpen további kutatás szükséges. A jelenleg rendelkezésre álló bizonyítékok hiánya mellett számos kínai gyógynövény rendelkezik potenciálisan jelentős mellékhatásokkal. Magyarországon a hatályos jogszabályok alapján hagyományos kínai orvoslást csak orvos végezhet. A hagyományos kínai orvoslás megítélése és szabályozása azonban országonként eltérő, a Magyar Tudományos Akadémia állásfoglalásában azon gyógymódok közé sorolja, melyek esetén "a tudományos megalapozottság megítéléséhez már elegendő információ áll rendelkezésre, illetve további tudományos megerősítés várható".

### Ájurvédikus orvoslás

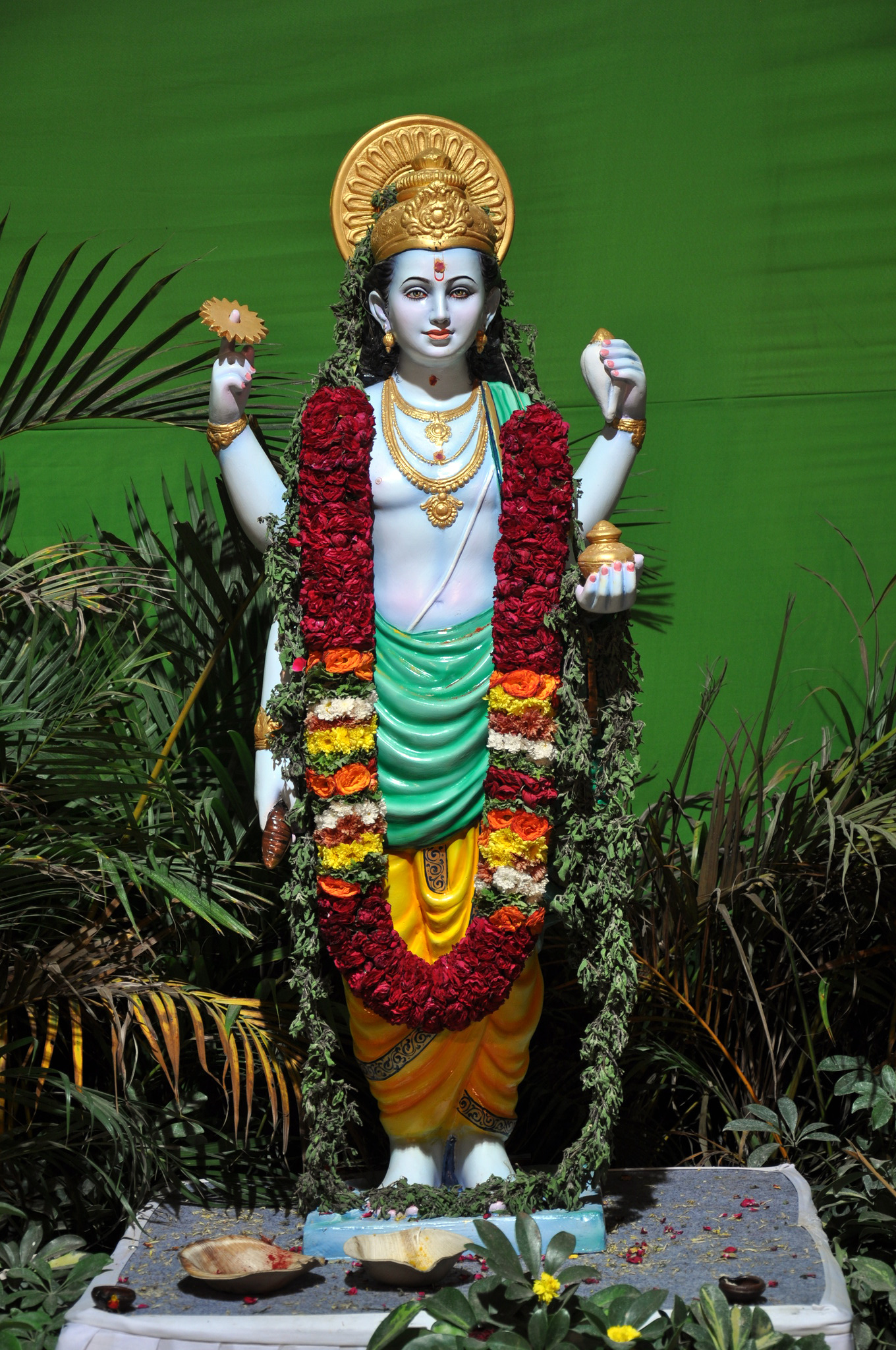
Dhanvantari, az ájurvéda istene

Az ájurvéda a hindu India tradicionális gyógymódjait összefoglaló rendszer. A hagyományos kínai orvosláshoz hasonlóan szintén régi, több ezer éves múlttal rendelkezik. Erős hangsúlyt fektet a betegségek gyógynövényekkel való gyógyítására, de különböző étrendterápiákat, ásványi anyagokat, fémeket is használ, akárcsak masszázst vagy más manuális módszereket. Az ájurvédikus orvoslás is sajátos elméleti háttérrel rendelkezik az egészség fogalmáról, fenntartásáról, a betegségek megelőzéséről és kezeléséről. Noha az ájurvédikus orvoslás képezi Indiában a fő vonalat és becslések szerint a helyi lakosság kb. 70 százaléka számára lényegében egyedül ez jelenti az elérhető egészségügyi ellátást, hatékonysága tudományosan kevésbé vizsgált, irodalma szegényesebb, mint a hagyományos kínai orvoslásé. A bizonyítékok hiánya miatt a Magyar Tudományos Akadémia szerint az ájurvédikus medicinával kapcsolatban "nem kielégítő a rendelkezésre álló tudományos háttér és további vizsgálatok hivatottak alapkutatási és alkalmazott tudományos szinten az egzakt hátteret feltárni". Emellett biztonságossági aggályok is felmerültek, miután az Amerikai Egyesült Államokban számos, elsősorban az interneten hirdetett ájurvédikus szerben az emberi egészségre ártalmas mennyiségű fémszennyezést találtak (pl. ólom, higany, arzén).

### Bioenergetika

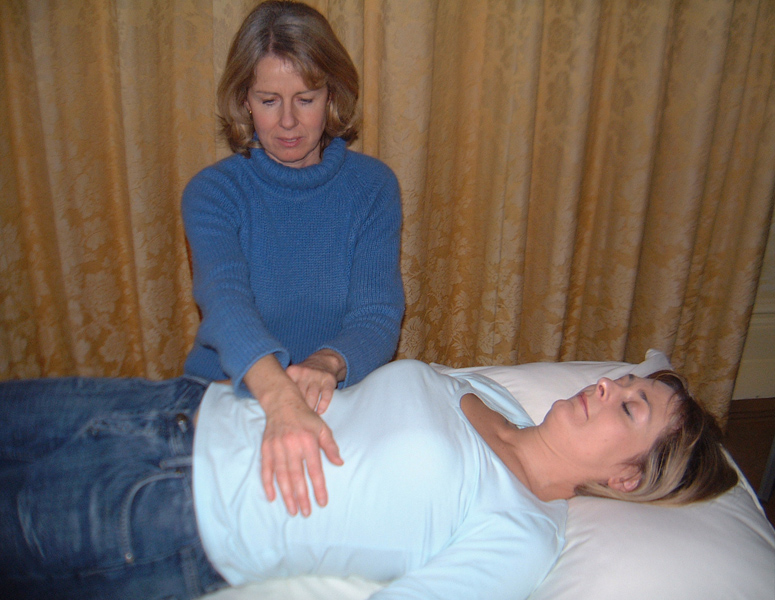
Reiki kezelést végző terapeuta

A különböző bioenergetikai gyógymódok a testben áramló energiák manipulálásán alapulnak. A fogalom nehezen definiálható, keveredik a tudományos értelemben vett bioenergetikával, mely a biokémia azon ága, ami a sejteken belüli energiaáramlással (pl. sejtlégzés, sejt anyagcsere stb.) foglalkozik. A bioenergetikai gyógyítás alapvetően ezotérián, spiritualitáson alapul, lényege, hogy a gyógyító akár közvetlen fizikai kapcsolaton keresztül, akár a távolból különböző energiákat közvetít (pl. Reiki), amivel helyreállítja a szervezet energiaáramlását. A bioenergetikai gyógymódok hatékonyságával kapcsolatos irodalom ellentmondásos, eredményessége jelenleg tudományosan nem igazolt, az általuk definiált energiamezők (pl. csi a hagyományos kínai orvoslásban, az aurák, illetve a csakrák japán Reiki-ben) létezésére nincsen tudományos bizonyíték, szemben egyéb, a testből áramló és mérhető energiákkal (pl. hőenergia). Noha jelennek meg tudományos közlemények ezen terápiák hatékonyságáról is, döntő többségük metodikai hibák miatt nem értékelhető. Mindezek miatt a bioenergetikai orvoslást többnyire áltudománynak tartják.

### Biorezonancia
A biorezonancia lényege, hogy a betegségeket az emberi szervezet elektromágneses rezgésien keresztül diagnosztizálja, illetve kezeli. Terápiás felhasználása mellett kiterjedten alkalmaznak biorezonancián alapuló diagnosztikai készülékeket is, melyek a testben tapasztalható "biorezgéseket" mérik. Használják őket többek között allergiás megbetegedések felismerésére is, azonban ezek tudományosan nem elfogadott módszerek, így valós diagnosztikai értékük kérdéses. Az elektromágneses hullámokkal működő terápiás eszközök (pl. milliméter hullámterápia) a szovjet utódállamokban, elsősorban Oroszországban népszerűek. A biorezonanciát áltudománynak tartják, mely sokszor használ tudományos (elsősorban fizikai) kifejezéseket a tudományostól eltérő jelentéssel. A terápiás biorezonancia hatékonyságát eddig nem sikerült tudományosan igazolni, a Magyar Tudományos Akadémia állásfoglalásában a biorezonancián alapuló módszerekkel kapcsolatban megjegyzi, hogy "nem kielégítő a rendelkezésre álló tudományos háttér és további vizsgálatok hivatottak alapkutatási és alkalmazott tudományos szinten az egzakt hátteret feltárni". A laikusok számára a tisztánlátást nehezíti, hogy a konvencionális orvostudomány sok, az elektromágneses hullámok alkalmazásán alapuló diagnosztikus és terápiás módszert alkalmaz (pl. izotóp diagnosztikai módszerek, röntgensugárzás, MRI, rádiófrekvenciás abláció, stb.), utóbbiakat többnyire az onkológia, kardiológia területén, gyakran az intervenciós radiológia keretein belül.

### Manuálterápia

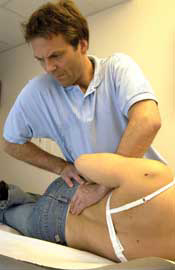
Manuálterápiás kezelés

A manuálterápia (a latin manus, kéz szóból) a mozgásszervi betegségek, izom és ízületi fájdalmak kezelésére használt gyógymód, mely különböző kézzel kivitelezhető műfogásokkal, masszázzsal próbálja enyhíteni a betegek panaszait. Tágabb értelemben magában foglalja a csontkovácsolást és kiropraktikát is. A manuálterápiát Nyugat-Európában általában egészségügyi szakemberek (orvosok, fizikoterapeuták) végzik. Ennek jogi szabályozása az Európai Unión belül nem egységes, Magyarországon manuálterápiát gyógytornász is végezhet, a gerincmanipulációs műfogások kivételével, melyeket csak orvos végzettségű szakember használhat. A manuálterápia hatékonyságát több betegség esetén is vizsgálták randomizált tanulmányokban (pl. derékfájdalmak, "befagyott váll", kéztőalagút-szindróma, menstruációs fájdalom, stb.), a terápiás hatás azonban nem egyértelmű, további vizsgálatokat igényel. A Magyar Tudományos Akadémia állásfoglalásában a manuálterápiát azok között az alternatív gyógymódok között tartja számon, melyekkel kapcsolatban "a tudományos megalapozottság megítéléséhez már elegendő információ áll rendelkezésre, illetve további tudományos megerősítés várható".

### Fitoterápia

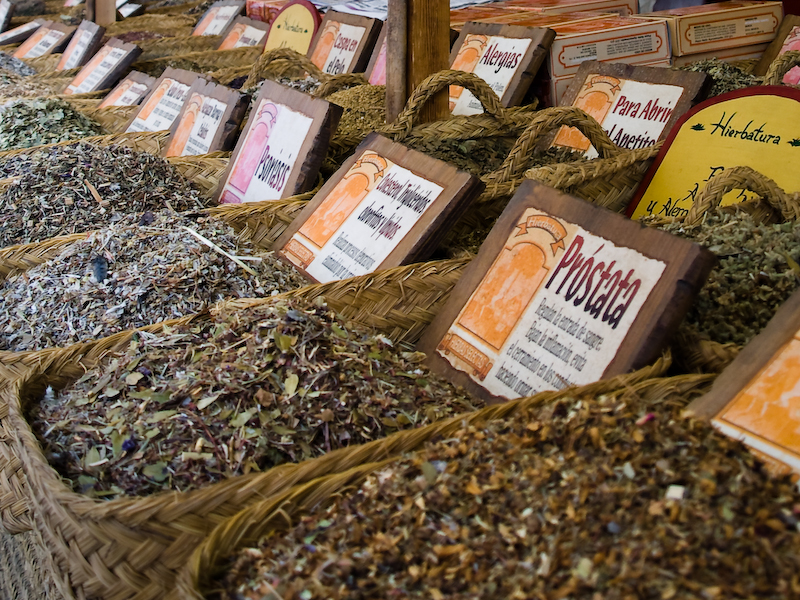
Növényi drogok egy spanyol piacon

A fitoterápia a gyógynövényekkel való gyógyítást jelenti. Bár számos gyógyszer hatóanyaga növényi eredetű, a fitoterápia alatt magának a növénynek vagy annak illóolajának az alkalmazását értik. A fitoterápia alapvetően az egyes népcsoportok tradicionális, népi gyógyászatára épít, de számos gyógynövény esetében tudományos módszerekkel is igazolt a terápiás hatékonyság. Az Európai Unión belül forgalomba hozható gyógynövények, növényi készítmények regisztrációját az Európai Gyógyszer Ügynökség (angolul: European Medicines Agency) végzi, az elbírálás a gyógynövényekkel foglalkozó testületének (HMPC, Commitee on Herbal Medicinal Products) véleménye alapján történik, utóbbi monográfiák formájában összegyűjti az adott gyógynövénnyel kapcsolatos tudományos bizonyítékokat, ismert mellékhatásokat, illetve a tradicionális felhasználást is. A fitoterápia átmenetet képez a konvencionális orvostudomány és az alternatív gyógyászat között, sok gyógynövény szerepel például a hivatalos gyógyszerkönyvekben és felírható magisztrális készítményként. A nyugati világban a fitoterápiával kapcsolatban publikált tudományos közlemények minőségüket tekintve rendszerint nem maradnak el a konvencionális terápiákat vizsgáló cikkektől. Ettől függetlenül a fitoterápia azért számít alternatív kezelési módszernek, mert a nyugati orvosképzésben nem hangsúlyos, a terápiás gyakorlatban ritkán alkalmaznak gyógynövényeket, így a felhasználásuk Magyarországon jelenleg elsősorban a természetgyógyászathoz köthető. (Ezzel szemben Németországban például a fitoterápia jogilag erősebben szabályozott, az összes ilyen készítmény több mint felét orvosok rendelik, a költséget pedig az egészségügyi biztosítás fedezi.) Emellett olyan betegségeknél is alkalmazhatják őket, melyekre vonatkozóan nincsen tudományos adat, ez elsősorban az egzotikus (pl. távol-keleti vagy dél-amerikai) gyógynövényekre igaz, melyekkel kapcsolatban kevés a nyugati tapasztalat. Mellékhatásaik a növényi szereknek is lehetnek, illetve bizonyos növények gyógyszer interakciókat is okozhatnak, ezért általában azt javasolják, hogy használatukról a betegek tájékoztassák a kezelőorvosukat is.

### Egyéb
A felsoroltak mellett, vagy azok részeként számos további alternatív terápiás módszer ismert, pl:
- Metabolic typing (Anyagcsere tipizálás)
- Termoterápia
- Aromaterápia
- Vízgyógyászat
- Balneoterápia
- Apiterápia
- Gyógymasszázs
- Dietetika
- Koproterápia
- Kineziológia
- ThetaHealing

## Hivatalos orvoslás
Az alternatív gyógymódok ellenpontja a hivatalos orvoslás, amely az elmúlt kétszáz évben jelent meg és főleg a 20. század második felében öltött formát a világ fejlett országaiban, de másutt is tanított és gyakorolt, nyugatinak, allopátiásnak is nevezett, de gyakran konvencionálisnak jegyzett orvostudomány. Helyzete folytonosan változik, módosul, eszközei bővülnek, ezért „technomedicinának” is nevezik napjaink orvoslását. Módszerei, eszközei egyre inkább és egyre tudatosabban tudományos evidenciákon alapulnak (Oxford, Cochrane Collaboration (CC), evidence-based medicine (EBM), tényeken alapuló orvoslás fogalma). A mai, dominánsan nyugati eredetű medicina alkalmazása bevált gyakorlat, mely jó eredményeket tud felmutatni. A hivatalos medicina kritikusai, a természetgyógyászok számon tartják a nyugati orvoslás árnyoldalait, pl. a költségrobbanást; a gépies, személytelen természetét; felróják a holisztikus szemlélet hiányát; a mai konvencionális medicina főleg a krónikus betegségben szenvedőket nem képes a kívánt szinten, elvárható empátiával, emberséggel gondozni.
Ma nincs klinikai vizsgálat minden terápiás gyógymód hatékonyságáról, amely napjainkban is csak az emberi hiszékenységre és tanulatlanságra épít, akkor helyesebb úgy tekinteni, mint a jó (aktív) placebo, tehát nem hatástalan. Mind többen vallják, hogy nincs olyan betegség vagy kóros állapot, melyben ennél többre lenne képes a klinikailag nem igazolt gyógymód. Maradt a hit, mint a túlélés döntő tényezője.
Ha a gyakorlatba ültetés lassan is halad, a hivatalos orvoslás egyre inkább átalakul és egyre inkább integrálódik a komplementer és tradicionális keleti gyógyászattal. A tudományos kutatások hatására egyre egyre inkább teret kap benne a rendszerszemléletű orvoslás a holisztikus nézőpontjával, aminek a kifejlesztését az Európai Bizottság is támogatja.

## A komplementer gyógymódok előretörésének okai

### A hivatalos orvoslás válsága
Még az olyan komoly orvosi szaklapok, mint a TheLancet szerint is a hivatalos orvoslás válságban van. A tudományos publikációk nagy része helytelen, reprodukálhatatlan, megbízhatatlan és nem állják ki az ismételt ellenőrzések próbáját. Egyelőre a tudósok is tanácstalanok és nem látják a gyors kiutat. A legújabb adatok szerint a Bizonyítékokon Alapuló Orvoslás a gyakorlatban nem annyira működőképes, vagy erőteljes reformra szorul és keresi a kiutat.

### Kritika
- Kígyóolaj – Richard Dawkins
- Ioannidis: A tudományos kutatások nagy része téved – Schrödinger Kutyája
- A Different Way to Heal?, on season 12, episode 10. Scientific American Frontiers. Chedd-Angier Production Company, 2001-2002. [2006. március 15-i dátummal az eredetiből archiválva].

- What is Complementary and Alternative Medicine? – By Steven Novella MD
- Skepdic Article on Alternative Medicine
- Who Gets to Validate Alternative Medicine – PBS article
- Simon Singh–Edzard Ernst: Trükk vagy terápia? Kereszttűzben az alternatív gyógyászat; ford. Gyárfás Vera; Park, Budapest, 2010
- Rose Shapiro: Beveszed? Mire jók és mire nem az alternatív gyógymódok; ford. Kocsor Ferenc; Partvonal, Bp., 2011 (Partvonal Egészségünkre!)
- Boldogkői Zsolt: Hiénák a betegágy körül; Akadémiai, Bp., 2016